# Miralucke
Miralucke (auch Myralucke genannt, zur Unterscheidung auch Pernitzer Miralucke) ist eine Höhle am Unterberg in Niederösterreich.

## Beschreibung und Erforschung

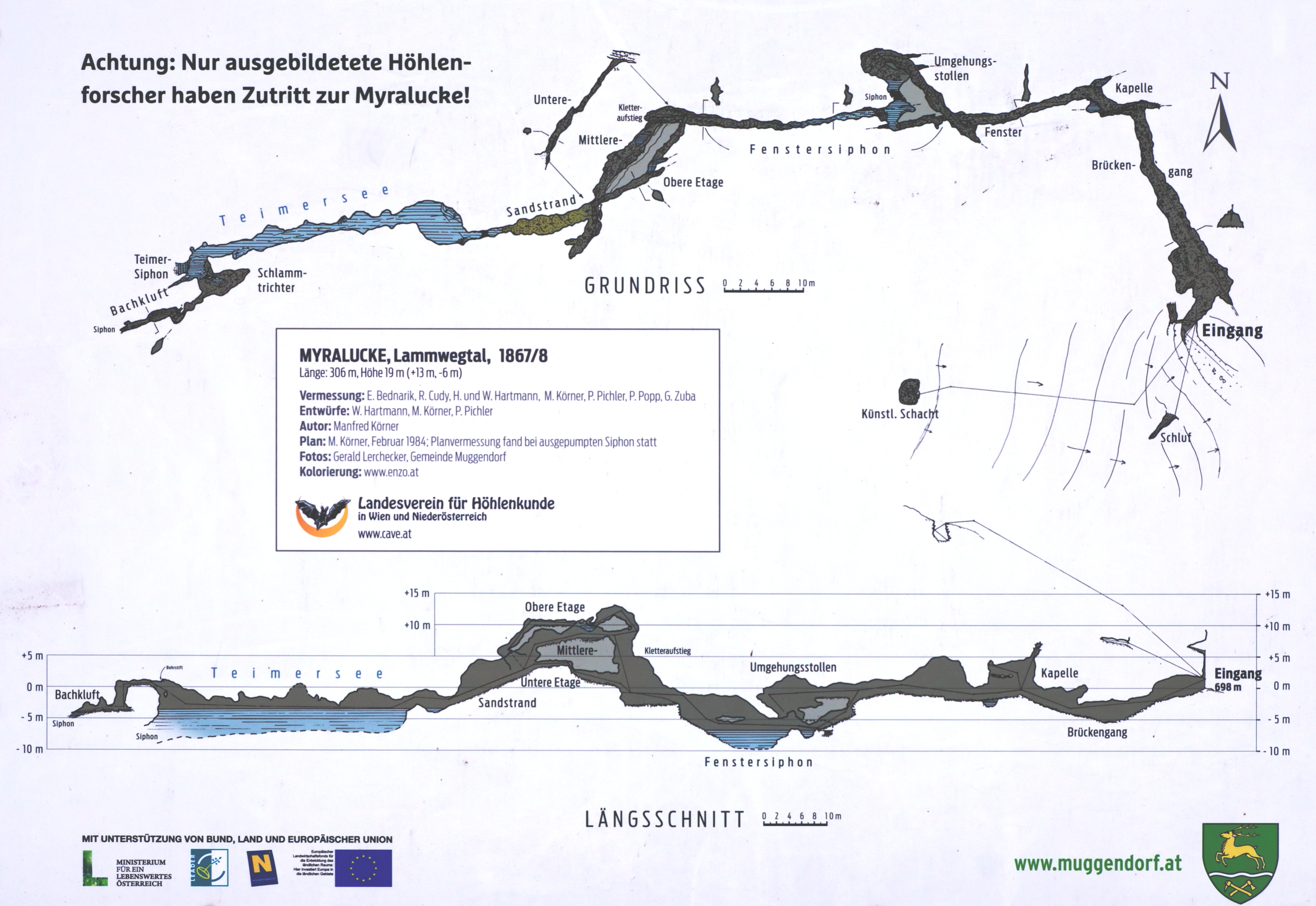
Grundriss und Querschnitt der Höhle

Die Miralucke hat die Katasternummer 1867/8 und liegt im Lamwegtal am Ostfuß des Unterberges auf einer Seehöhe von 698 m. Aus ihr entspringt der Mirabach, der auch die Myrafälle bildet. Die in dolomitischem Gutensteiner Kalk gelegene Höhle ist eine episodisch aktive Wasserhöhle und weist zwei Siphonstrecken auf, die nur durch Tauchen und teilweise mit einem Schlauchboot zu überwinden sind. Die Gesamtlänge der Höhle beträgt über 306 m, der Gesamthöhenunterschied 19 m.
Eine von der niederösterreichischen Landesregierung beauftragende „völlige Durchforschung der Myra-Luke“ wurde schon 1927 als möglich erachtet.
Vom 2 m hohen und 1,8 m breiten Eingang gelangt man über den Brückengang Richtung Norden zur Kapelle und Regenhalle mit einem kleinen Wasserbecken. Hier führt die Höhle weiter Richtung Westen, bis sie den Fenstersiphon erreicht (bis hierher etwa 70 m Länge). Dieser führt nun 20 m unter Wasser, seitlich davon sind labyrinthartige Strecken angeschlossen. Nach dem Siphon gabelt sich der Gang in drei Etagen, die sich alle wieder vor dem Teimersee vereinigen. Dieser ist 40 m lang und an dessen Ende zweigt die enge, nur über Kletterei erreichbare Bachkluft ab, die 1983 entdeckt wurde. Gerade weiter führt der 15 m lange Teimersiphon, an dem eine geräumige Kluft anschließt, deren Boden zum Teil mit Wasser bedeckt ist. Diese mündet in die 20 m lange Käthe-Halle, an deren Ende wiederum ein Gang anschließt, der in den entferntesten Höhlenteil, die Wasserfallhalle führt, die erst 2003 erforscht wurde. Hier hindert ein wassergefüllter Gang am Weiterkommen.

## Höhlensagen
Um die Miralucke ranken sich zahlreiche Sagen: ein Mädchen namens Mira stürzt in den See, ein verzauberter Kaiser mit Gefolge halte sich hier auf, mit Losungswort ist ein Schatz zu erhalten. Weitere Geschichten handeln von blinden Fischen, Seemännchen und dem Eingang zur Unterwelt.